# Ecuador op de Olympische Zomerspelen 1972
Ecuador nam deel aan de Olympische Zomerspelen 1972 in München, West-Duitsland. Ook tijdens de derde deelname werd geen enkele medaille gewonnen.

## Deelnemers en resultaten per onderdeel

### Atletiek
| Olympiër       | Discipline   | Resultaat | Prestatie    |
| -------------- | ------------ | --------- | ------------ |
| Abdalá Bucaram | marathon (m) | DNS       | niet gestart |

### Boksen
| Olympiër    | Discipline | Resultaat | Prestatie                            |
| ----------- | ---------- | --------- | ------------------------------------ |
| Jorge Mejía | -51kg (m)  | 33e       | 1ste ronde: V van CUB Rodríguez: 0-5 |

### Zwemmen
| Olympiër      | Discipline           | Resultaat | Prestatie                                      |
| ------------- | -------------------- | --------- | ---------------------------------------------- |
| Jorge Delgado | 400m vrije slag (m)  | 18e       | serie 5: 4de in 4.12,29                        |
| Jorge Delgado | 200m vlinderslag (m) | 4e        | serie 3: 2de in 2.05,61 finale: 4de in 2.04,60 |
| Jorge Delgado | 400m wisselslag (m)  | 12e       | serie 5: 4de in 4.45,25                        |

Afghanistan · Albanië · Algerije · Amerikaanse Maagdeneilanden · Argentinië · Australië · Bahama's · Barbados · België · Bermuda · Birma · Bolivia · Bondsrepubliek Duitsland · Brazilië · Brits-Honduras · Bulgarije · Canada · Ceylon · Chili · Colombia · Congo-Brazzaville · Costa Rica · Cuba · Dahomey · Denemarken · Dominicaanse Republiek · Duitse Democratische Republiek · Ecuador · Egypte · El Salvador · Ethiopië · Fiji · Filipijnen · Finland · Frankrijk · Gabon · Ghana · Griekenland · Groot-Brittannië · Guatemala · Guyana · Haïti · Hongarije · Hongkong · Ierland · IJsland · India · Indonesië · Iran · Israël · Italië · Ivoorkust · Jamaica · Japan · Joegoslavië · Kameroen · Kenia · Khmerrepubliek · Koeweit · Lesotho · Libanon · Liberia · Liechtenstein · Luxemburg · Madagaskar · Malawi · Maleisië · Mali · Malta · Marokko · Mexico · Monaco · Mongolië · Nederland · Nederlandse Antillen · Nepal · Nicaragua · Nieuw-Zeeland · Niger · Nigeria · Noord-Korea · Noorwegen · Oeganda · Oostenrijk · Opper-Volta · Pakistan · Panama · Paraguay · Peru · Polen · Portugal · Puerto Rico · Roemenië · San Marino · Saoedi-Arabië · Senegal · Singapore · Soedan · Somalië · Sovjet-Unie · Spanje · Suriname · Swaziland · Syrië · Taiwan · Tanzania · Thailand · Togo · Trinidad en Tobago · Tsjaad · Tsjecho-Slowakije · Tunesië · Turkije · Uruguay · Venezuela · Verenigde Staten · Vietnam · Zambia · Zuid-Korea · Zweden · Zwitserland